# Motýlí dům
Motýlí dům, Motýlárium, Papilonia, Butterfly house nebo také Papiliorama je specializovaná zoologická zahrada či farma pro motýly, kde hlavními živými exponáty jsou poletující motýli. Jejich počet na celém světě vzrůstá.

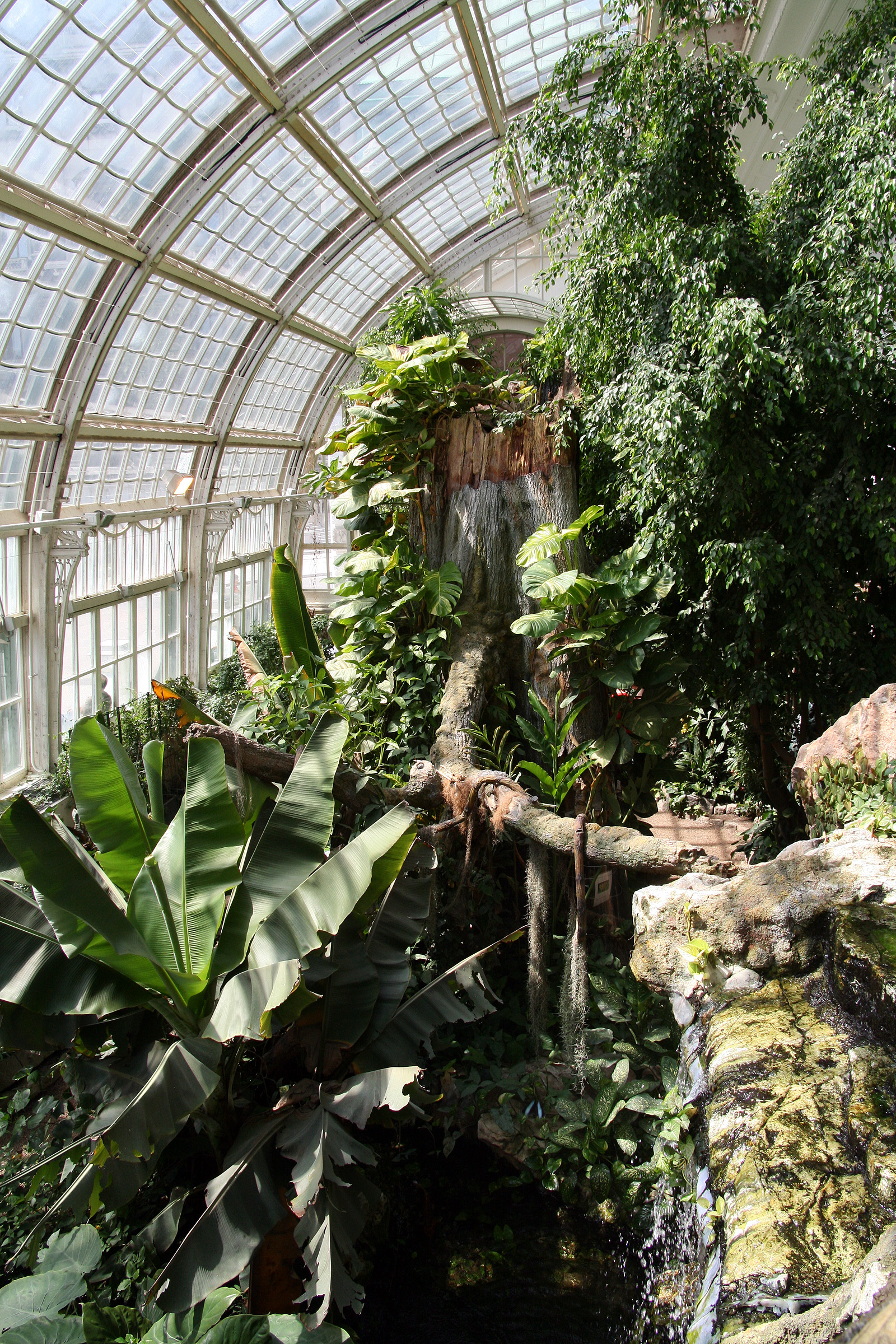
Schmetterlinghaus v Burggarten, Vídeň

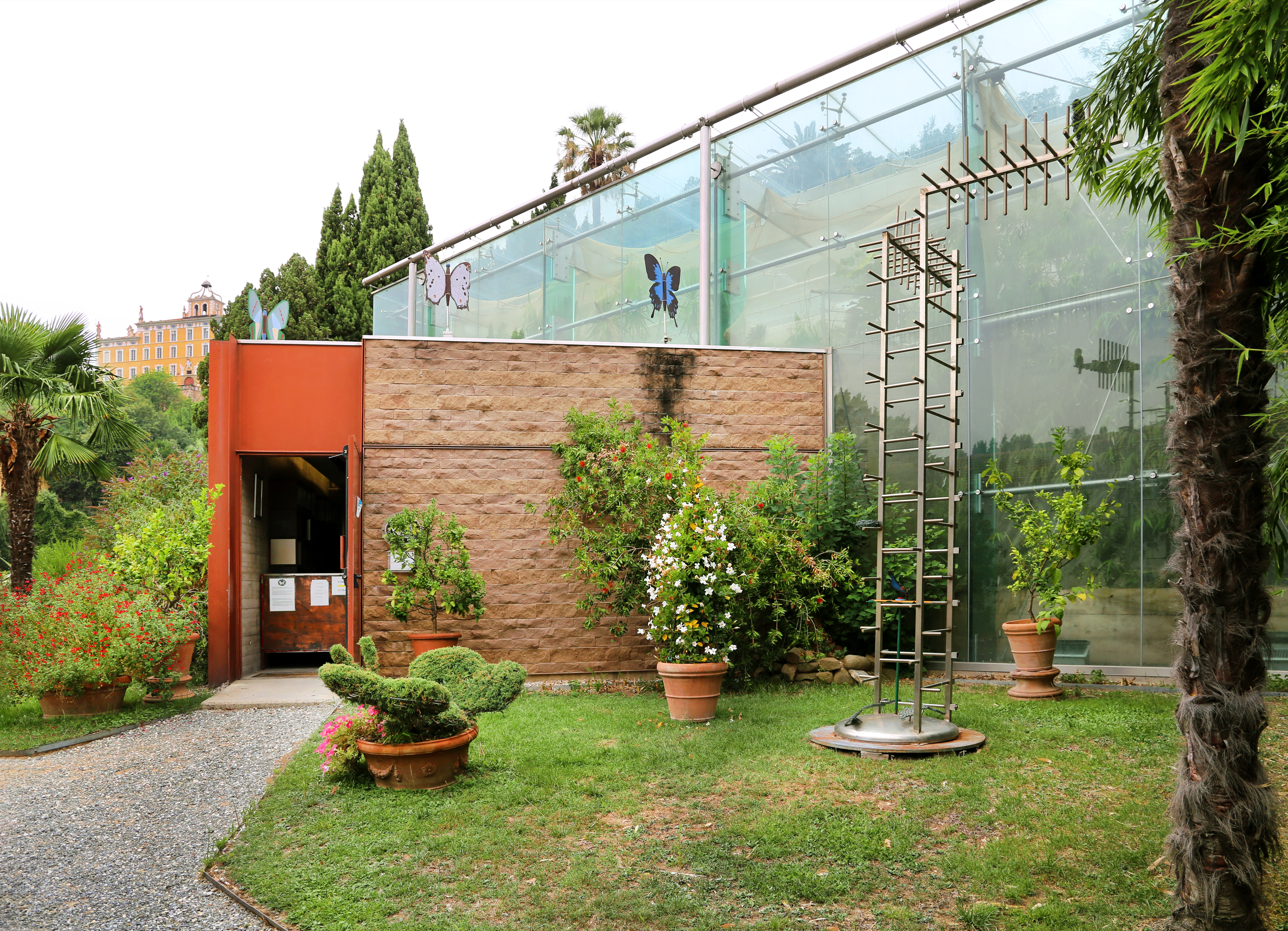
Collodi, Toskánsko

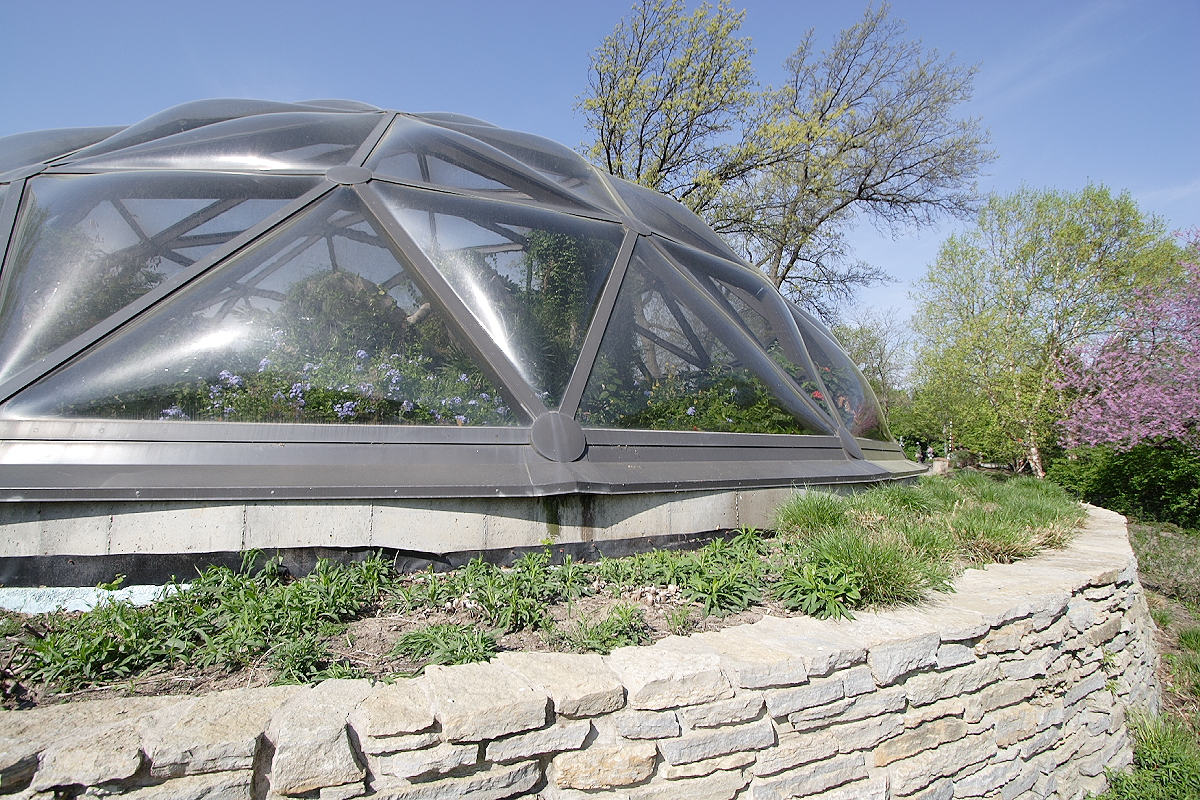
Motýlí dům v americkém Saint Louis

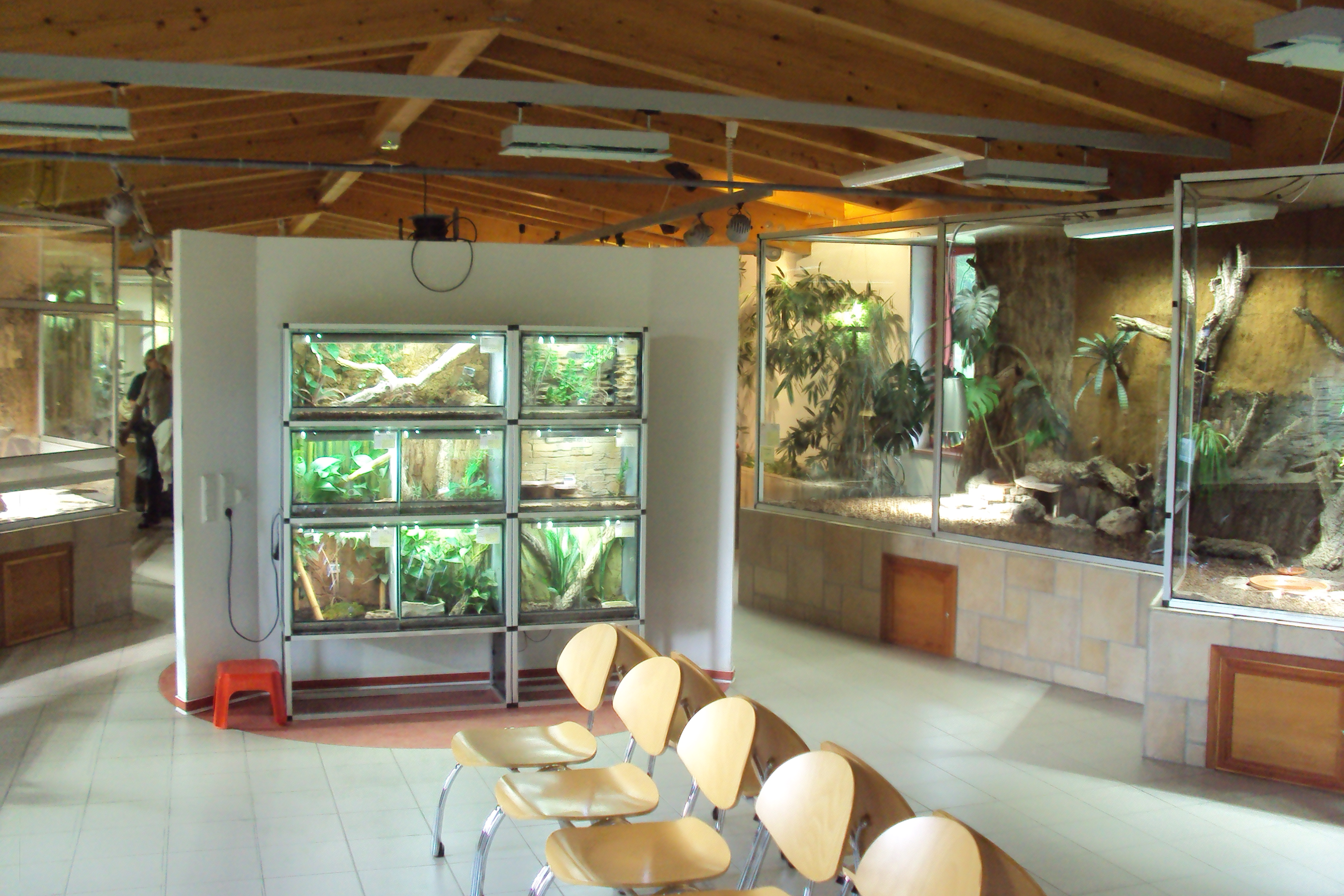
Jedna z expozic v Jonsdorfu

## Popis
Jde o speciální typ nebo část zoologické zahrady kombinovaný s botanickou zahradou. Má celoročně provozovaný (vyhřívaný) skleník nebo skleníky, v nichž jsou chováni exotičtí motýli ve svém přirozeném ekosystému se subtropickou či tropickou flórou. Motýli nejsou uzavřeni v teráriích, nýbrž volně létají mezi návštěvníky. Kromě motýlů ve sklenících mohou být také další živočichové, tolerující motýly, například hmyz (včely, vážky), ještěrky, drobní hlodavci, exotičtí ptáci nebo drobné ryby.

## Historie
První expozice tohoto druhu v Evropě vznikla ve švýcarském Marin-Epagnier v roce 1988, o deset let později byl poničena a znovu obnovena. Další přibližně v téže době vznikly ve Spojených státech amerických a během 90. let v mnoha zemích světa. Motýlária jsou oblíbená, ale poměrně vzácná, protože jejich provoz je drahý, motýli žijí krátce a jsou choulostiví. Proto zaujímá skleník s motýly jen část expozice a bývá doplněn doprovodnou botanickou zahradou nebo dalšími živočichy zoologické zahrady.

## Česko
- Síť motýlých domů Papilonia – v ČR je v provozu 8 motýlých domů (2024), každý jinak tematicky zaměřený: opuštěný chrám (Praha), po stopách dinosaura (Teplice), objev v džungli (Liberec), trosečníkův ostrov (Ostrava), karibská džungle (Brno), fantasy svět (Lipno), magická brána (Karlštejn), hobití vesnice (Karlovy Vary).[1]
- Motýlí dům Žírovice u Františkových Lázní[2] – malá soukromá expozice chovatelů Stanislava a Dany Mackových, asi 2 km od lázeňského města Františkovy Lázně směrem k rezervaci Soos. Otevřena r. 2001, Mackovi se svému koníčku věnují přes 30 let. V přízemí jsou vystaveny seřazené a popsané sbírky motýlů. V prvním patře je skleník s poletujícími motýly, kuklami a housenkami; vysoká vlhkost, teplota 25–30 °C a stálá úroveň osvětlení po celý rok. Motýlí dům je od roku 2019 trvale mimo provoz.[3]
- Diana Karlovy Vary.

## Evropa
- Palmenhaus, Burggarten – v parku při Hofburgu, Vídeň.
- Collodi, provincie Pistoia, Toskánsko (Itálie), pravděpodobně největší motýlí dům v Itálii.
- Schmetterlinghaus Mainau, ostrov květin na Bodamském jezeře; dům o ploše přes 1000 metrů čtverečních, přes 120 druhů motýlů, stálá vlhkost a teplota 25 až 30 °C, džungle s liánami a můstky přes tůňky s krokodýly, pravděpodobně největší evropské motýlárium.[4]
- Papiliorama v Moosmatte, Švýcarsko.
- Papiliorama v Kerzers, kanton Fribourg, Švýcarsko.
- Papiliorama v Marin-Epagnier na Neuchatelském jezeře, Švýcarsko.
- Motýlí dům Jonsdorf, horní Sasko – u českoněmecké severní hranice, 2004, pavilon sestává ze dvou částí, recepce, dětského koutku, informačních panelů, zasklených boxů s plazy, želvami, ještěry, opičkami a mořského akvária s barevnými akvarijnímu rybami. V kulovité budově jsou stovky volně poletujících exotických motýlů rozličných druhů, na podlaze rybníčky, tropické rostliny a keře, lavičky pro návštěvníky; křepelky a bažanti odstraňují uhynulé popadané motýly.

## Amerika
- Monsanto insectarium – Motýlí zoo v Saint Louis, stát Missouri, kombinována s expozicí hmyzu.